# لیلا ابوالعلا
لیلا ابوالعلا (عربی: لیلی ابو العلا- زادهٔ ۱۹۶۴) نویسنده اهل سودان که به زبان انگلیسی می‌نویسد. او در خارطوم بزرگ شد و اکنون در ابردین زندگی می‌کند.

## زندگی‌نامه
لیلا در سال ۱۹۶۴ در قاهره، مصر از یک مادر مصری و یک پدر سودانی متولد شد. او در سن شش سالگی به خارطوم، سودان نقل مکان کرد، جایی که تا سال ۱۹۸۷ در آنجا زندگی می‌کرد. او از کودکی تحت مراقبت یک مدرسه خصوصی خواهران کاتولیک آمریکایی در خارطوم قرار داشت و در آنجا انگلیسی را آموخت. او بعدها در دانشگاه خارطوم تحصیلاتش را ادامه داد و در سال ۱۹۸۵ با مدرک تحصیلی در اقتصاد فارغ‌التحصیل شد. مدرک M.Sc. و درجه MPhil در آمار از دانشکده اقتصاد لندن به او اعطا شد.
او در سال ۱۹۹۰ با همسر و فرزندانش به ابردین نقل مکان کرد، او به عنوان سخنران در کالج ابردین و بعدها به عنوان دستیار تحقیق در دانشگاه ابردین مشغول به کار شد. بین سال‌های ۲۰۰۰ تا ۲۰۱۲، ابوالعلا در جاکارتا، دبی، ابوظبی و دوحه زندگی می‌کرد. در سال ۲۰۱۲، ابوالعلا به ابردین بازگشت.

## تخصص
لیلا یک رمان‌نویس با مجموعه‌ای از داستان‌های کوتاه می‌باشد. ابوالعلا از نویسندگان عرب، طیب صالح و نجیب محفوظ و همچنین احدف سوئیف، جین ریس، آنیتا دسای و دوریس لسینگ به عنوان تأثیرات ادبی خود اشاره می‌کند. او همچنین تأثیری بر نویسندگان اسکاتلندی مانند آلن اسپنس و رابین جنکینز دارد. آثار او به ۱۴ زبان ترجمه شده‌است.

## آثار
- مترجم – ۱۹۹۹
- چراغ‌های رنگی – ۲۰۰۱
- مناره – ۲۰۰۵
- اشعار کوچه – ۲۰۱۱
- مهربانی دشمن – ۲۰۱۵

## جوایز
- جایزه کین برای نوشتن آفریقایی، «موزه» – ۲۰۰۰
- برنده جایزه سال انجمن اول اسکاتلند (فهرست کوتاه)، «مترجم» - ۲۰۰۰
- جایزه نقره‌ای (فهرست کوتاه)، «چراغ‌های رنگی» – ۲۰۰۲
- جایزه مسابقه و رسانه (فهرست کوتاه - سریال پخش رادیو)، مترجم – ۲۰۰۳
- جزو فهرست کاندیداهای جایزه نویسندگان کشورهای مشترک‌المنافع در اروپا و آسیا جنوب شرقی بود – اشعار کوچه - ۲۰۱۱
- برنده جایزه کتاب داستانی اسکاتلند، اشعار کوچه - ۲۰۱۱